# Dyskografia Sizzli
Dyskografia Sizzli, jamajskiego wykonawcy muzyki reggae i dancehall.

## Albumy studyjne
| L.p. | Tytuł                                   | Rok  | Wytwórnia             | Format |
| ---- | --------------------------------------- | ---- | --------------------- | ------ |
| 1.   | Burning Up                              | 1995 | RAS                   | CD     |
| 2.   | Black Woman & Child                     | 1997 | Brickwall             | CD, LP |
| 3.   | Praise Ye Jah                           | 1997 | Xterminator           | CD, LP |
| 4.   | Hotter Than Fire                        | 1998 | Genesis               | CD     |
| 5.   | Freedom Cry (w USA) Kalonji (w Europie) | 1998 | VP                    | CD, LP |
| 6.   | Good Ways                               | 1998 | Brickwall             | CD, LP |
| 7.   | Royal Son of Ethiopia                   | 1999 | Greensleeves          | CD, LP |
| 8.   | Be I Strong                             | 1999 | VP                    | CD, LP |
| 9.   | Liberate Yourself                       | 2000 | Kariang               | CD     |
| 10.  | Words of Truth                          | 2000 | VP                    | CD, LP |
| 11.  | Bobo Ashanti                            | 2000 | Greensleeves          | CD, LP |
| 12.  | Taking Over                             | 2001 | VP                    | CD, LP |
| 13.  | Black History                           | 2001 | Charm / Jet Star      | CD, LP |
| 14.  | Rastafari Teach I Everything            | 2001 | Greensleeves          | CD, LP |
| 15.  | Blaze Up the Chalwa                     | 2002 | Charm / Jet Star      | CD, LP |
| 16.  | Blaze Fire Blaze                        | 2002 | Whodat                | CD     |
| 17.  | Ghetto Revolution                       | 2002 | Greensleeves          | CD, LP |
| 18.  | Up in Fire                              | 2002 | 2B1                   | CD     |
| 19.  | Hosanna                                 | 2002 | Reggae Central        | CD, LP |
| 20.  | Da Real Thing                           | 2002 | VP                    | CD, LP |
| 21.  | Light of My World                       | 2003 | Charm / Jet Star      | CD, LP |
| 22.  | African Children                        | 2003 | Tuff Rock / Fire Ball | CD, LP |
| 23.  | Ever So Nice                            | 2003 | –                     | LP     |
| 24.  | Rise To the Occasion                    | 2003 | Greensleeves          | CD, LP |
| 25.  | Red Alert                               | 2004 | Charm / Jet Star      | CD, LP |
| 26.  | Speak of Jah                            | 2004 | Bogalusa              | CD, LP |
| 27.  | Jah Knows Best                          | 2004 | RAS                   | CD, LP |
| 28.  | Stay Focus                              | 2004 | VP                    | CD, LP |
| 29.  | Life                                    | 2004 | Greensleeves          | CD, LP |
| 30.  | Brighter Day                            | 2005 | Kingston              | CD, LP |
| 31.  | Burning Fire                            | 2005 | Penitentiary          | CD, LP |
| 32.  | Soul Deep                               | 2005 | Greensleeves          | CD, LP |
| 33.  | Reality                                 | 2006 | Penitentiary          | CD, LP |
| 34.  | Jah Protect                             | 2006 | Penitentiary          | CD, LP |
| 35.  | Ain’t Gonna See Us Fall                 | 2006 | VP                    | CD, LP |
| 36.  | Waterhouse Redemption                   | 2006 | Greensleeves          | CD, LP |
| 37.  | The Overstanding                        | 2006 | Koch                  | CD     |
| 38.  | Children of Jah                         | 2007 | Rude Boy              | CD, LP |
| 39.  | I-Space                                 | 2007 | Greensleeves          | CD     |
| 40.  | Jah Bless Me With Life                  | 2007 | A-Town                | CD     |
| 41.  | Rastafari                               | 2008 | Rude Boy              | CD     |
| 42.  | Addicted                                | 2008 | Drop Di Bass          | CD     |
| 43.  | Ghetto Youth-ology                      | 2009 | Greensleeves          | CD, LP |
| 44.  | Stand Tall                              | 2009 | Yes                   | CD     |
| 45.  | Crucial Times                           | 2010 | Greensleeves          | CD, LP |
| 46.  | The Scriptures                          | 2011 | John John             | CD     |
| 47.  | Welcome To the Good Life                | 2011 | VP                    | CD     |
| 48.  | The Chant                               | 2012 | Afro Jam              | CD, LP |
| 49.  | In Gambia                               | 2012 | VP                    | CD     |
| 50.  | The Messiah                             | 2013 | VP                    | CD     |
| 51.  | Nuh Worry Unu Self                      | 2014 | John John             | CD     |
| 52.  | Born a King                             | 2014 | Muti Music            | CD, LP |

## Albumy koncertowe
| L.p. | Tytuł              | Rok  | Wytwórnia | Format | Komentarz                                                                                        |
| ---- | ------------------ | ---- | --------- | ------ | ------------------------------------------------------------------------------------------------ |
| 1.   | Words of Truth     | 2000 | VP        | CD     | nagranie z występu w Birmingham, w sprzedaży razem ze studyjnym albumem o tym samym tytule       |
| 2.   | Da Real Live Thing | 2005 | VP        | DVD    | nagranie z występu na 25. urodziny VP Records, w sprzedaży razem z reedycją albumu Da Real Thing |

## Kompilacje
| L.p. | Tytuł                                                                 | Rok  | Wytwórnia          | Format | Komentarz |
| ---- | --------------------------------------------------------------------- | ---- | ------------------ | ------ | --- |
| 1.   | Reggae Max: Sizzla Part 1                                             | 1998 | Jet Star           | CD     | składanka z serii "Reggae Max"                                                                                           |
| 2.   | The Best of Sizzla Part 1                                             | 2001 | Jet Star           | CD     | składanka "the best of"                                                                                                  |
| 3.   | The Story Unfolds                                                     | 2002 | VP                 | CD, LP | dwupłytowa składanka "the best of"                                                                                       |
| 4.   | The Best of Sizzla Part 2                                             | 2003 | Jet Star           | CD     | składanka "the best of"                                                                                                  |
| 5.   | Voice of Jamaica Vol. 1: Sizzla                                       | 2003 | Tha Jam            | CD     | składanka z serii "Voice of Jamaica"                                                                                     |
| 6.   | Judgement Yard                                                        | 2004 | A-Town             | CD     | składanka remiksów R&B                                                                                                   |
| 7.   | Kings of Dancehall Vol. 1: Sizzla                                     | 2004 | Charm / Jet Star   | CD, LP | składanka z serii "Kings of Dancehall"                                                                                   |
| 8.   | Reggae Max: Sizzla Part 2                                             | 2006 | Jet Star           | CD     | składanka z serii "Reggae Max"                                                                                           |
| 9.   | Judgement Yard Mixtapes Vol.1: Slow Jams & Ballads                    | 2006 | Consodilated Vibes | CD     | mixtape na riddimach R&B                                                                                                 |
| 10.  | Judgement Yard Mixtapes Vol.2: Freestyles, Demos & Flows              | 2006 | Consodilated Vibes | CD     | mixtape na riddimach hiphopowych                                                                                         |
| 11.  | Judgement Yard Mixtapes Vol.3: The Realest Thing                      | 2006 | Consodilated Vibes | CD     | mixtape na riddimach rootsowych                                                                                          |
| 12.  | Judgement Yard Mixtapes Vol.4: Dangerous Dancehall                    | 2006 | Consodilated Vibes | CD     | mixtape na riddimach dancehallowych                                                                                      |
| 13.  | Esta Loca - Bless the Mixtapes                                        | 2006 | Dance Factory      | CD     | mixtape z serii "The Dancehall Megamixes"                                                                                |
| 14.  | Reggae Salute                                                         | 2007 | Charm / Jet Star   | CD     | czteropłytowy box set zawierająca reedycję albumów: Praise Ye Jah, Kalonji, Black History oraz Good Ways                 |
| 15.  | Dexterity Presents: Sizzla                                            | 2007 | Koch               | CD     | składanka premierowych remiksów                                                                                          |
| 16.  | Dalecooper Presents: Sizzla Kalonji - the Good, the Bad & the Remixed | 2007 | (?)                | CD     | składanka zawierająca dokonane przez DJ-a Dalecoopera miksy utworów Sizzli z muzyką filmową znaną ze spaghetti westernów |
| 17.  | The Journey: The Very Best of Sizzla Kalonji                          | 2008 | Greensleeves       | CD+DVD | składanka "the best of"                                                                                                  |
| 18.  | Blessing Us                                                           | 2010 | No Doubt           | CD     | składanka "the best of"                                                                                                  |
| 19.  | Sons of Jamaica: Sizzla                                               | 2011 | Jet Star           | CD     | składanka z serii "Sons of Jamaica"                                                                                      |
| 20.  | Radical                                                               | 2014 | VP                 | CD     | składanka niewydanych wcześniej singli z lat 1992-2003                                                                   |

## Wspólnie z innymi wykonawcami
| Wykonawcy                                                     | Tytuł                 | Rok  | Wytwórnia        | Format |
| ------------------------------------------------------------- | --------------------- | ---- | ---------------- | ------ |
| Sizzla & Anthony B                                            | 2 Strong              | 1998 | Star Trail       | CD, LP |
| Sizzla, Anthony B & Luciano                                   | 3 Wise Men            | 1999 | J&D              | CD, LP |
| Sizzla & Capleton                                             | Forces of Nature      | 2001 | Brickwall        | CD     |
| Sizzla, Anthony B & Luciano                                   | We Three Kings        | 2001 | Artists Only!    | CD     |
| Sizzla, Anthony B, Luciano & Yami Bolo                        | 4 Rebels Vol. 1       | 2001 | VP               | CD, LP |
| Sizzla, Anthony B, Capleton, Luciano & Junior Kelly           | Five Disciples Part 1 | 2001 | Penitentiary     | CD, LP |
| Sizzla & Capleton                                             | Toe 2 Toe Vol. 3      | 2002 | Charm / Jet Star | CD, LP |
| Sizzla, Anthony B, Capleton & Luciano                         | Four the Hardway      | 2002 | 2B1              | CD     |
| Sizzla, Anthony B, Capleton & Junior Kelly                    | Kings of Zion Part 1  | 2002 | Charm / Jet Star | CD, LP |
| Sizzla, Anthony B, Capleton, Admiral Tibet & Michael Fabulous | 5 Blazing Fire        | 2002 | Fire Ball        | CD     |
| Sizzla & Luciano                                              | Jah Warrior           | 2003 | Penitentiary     | CD, LP |
| Sizzla & Junior Kelly                                         | Toe 2 Toe Vol. 5      | 2003 | Charm / Jet Star | CD, LP |
| Sizzla, Anthony B, Luciano & Mikey General                    | 4 Rebels Vol. 2       | 2003 | RAS              | CD     |
| Sizzla, Capleton, Buju Banton & Junior Kelly                  | Kings of Zion Part 2  | 2003 | Charm / Jet Star | CD, LP |
| Sizzla, Anthony B, Capleton, Luciano & Junior Kelly           | Five Disciples Part 2 | 2003 | Penitentiary     | CD, LP |
| Sizzla, Anthony B, Capleton, Luciano & Junior Kelly           | Five Disciples Part 3 | 2004 | Penitentiary     | CD, LP |
| Sizzla, Anthony B, Capleton & Turbulence                      | Kings of Zion Part 3  | 2005 | Charm / Jet Star | CD, LP |
| Sizzla, Anthony B, Capleton, Lutan Fyah & Junior Kelly        | Five Disciples Part 4 | 2006 | Penitentiary     | CD, LP |
| Sizzla & Meddy Ranks                                          | One Tribulation       | 2008 | Crazy Gregory    | CD     |

## Inne
Sizzla wydał blisko 500 singli na winylach 7" i 12".
Co najmniej kilkadziesiąt jego piosenek znalazło się na różnych składankach z muzyką reggae/dancehall, m.in. na seriach składanek riddimowych Riddim Driven (VP Records) oraz Greensleeves Rhythm Album (Greensleeves Records), a także na wielu innych kompilacjach.